# Presnova ogljikovih hidratov
Presnova ogljikovih hidratov ali metabolizem ogljikovih hidratov zajema vse biokemijske reakcije, odgovorne za sintezo, razgradnjo in pretvarjanje ogljikovih hidratov v živih organizmih. Ogljikohidrati so ključni za mnoge različne presnovne poti. Rastline so zmožne sinteze ogljikovih hidratov, ki jo izvedejo s pomočjo procesa fotosinteze, pri katerem sodelujeta ogljikov dioksid in voda, v obliki kemičnih molekul pa se shranjuje sončna energija. Ko živali in glive prebavljajo in presnavljajo rastlinski material, se poslužujejo celičnega dihanja, ki omogoča razgradnjo ogljikovih hidratov in posledično sproščanje energije v obliki molekul ATP (adenozin trifosfat).
Ljudje se lahko prehranjujejo s številnimi različnimi tipi ogljikovih hidratov; v procesu prebavljanja se sestavljeni ogljikohidrati (oligosaharidi in polisaharidi) razgrajujejo na monomerne enote (monosaharide), ki se zatem porabljajo v presnovi (na primer glukoza, fruktoza, manoza in galaktoza). Glukozo se razpošilja po različnih celicah in tkivih, kjer se bodisi shranjuje v obliki polimera glikogena bodisi uporablja za pridobivanje energije. V procesu aerobnega dihanja se glukoza in kisik porabljata za pridobivanje energije, pri čemer kot stranski produkt nastajata tudi ogljikov dioksid in voda. Večina fruktoze in galaktoze se prenese v jetra, kjer se nadalje pretvori v glukozo ali maščobe.
Nekateri enostavni ogljikohidrati in redki sestavljeni ogljikohidrati imajo svoje lastne encimatske oksidacijske poti. Takšen primer je denimo disaharid laktoza, ki za svoj hidrolitski razpad na monomera glukozo in galaktozo zahteva encim laktazo.

## Presnovne poti

### Glikoliza
Glikoliza ali glikolitična pot je presnovni proces razpada glukozne molekule na dve molekuli piruvata, pri čemer se energija sprosti v obliki ATP in NADH. Skoraj vsi organizmi, zmožni presnavljanja glukoze, to delajo s pomočjo glikolize. Regulacija glukoze in uporaba produktov sta glavni kategoriji, po katerih se tovrstne presnovne poti razlikujejo med posameznimi organizmi. V nekaterih tkivih in organizmih je glikoliza edini način za sproščanje energije iz energijsko bogatih molekul. Ta presnovna pot je del tako anaerobne kot tudi aerobne respiracije.
Glikoliza je sestavljena iz desetih korakov, ki jih delimo na dve fazi. Prva faza za svoj potek zahteva porabo dveh molekul ATP. Med drugo fazo se kemična energija glukozne molekule pretvori v ATP in NADH. Razpad ene molekule glukoze vodi v nastanek dveh molekul piruvata, ki se lahko dalje oksidirata in tako sprostita še večjo količino energije. Glikolizo se lahko s pomočjo povratnih zank regulira na različnih stopnjah. Najpogosteje se proces nadzoruje ob poteku tretjega koraka. Tovrstna regulacija telesu omogoča, da ne proizvaja prevelikih količin piruvatnih molekul. Hkrati je na tak način mogoče shranjevati glukozo v obliki maščobnih kislin.

### Glukoneogeneza
Glukoneogeneza je glikolizi obraten proces. Zajema pretvorbo neogljikohidratnih virov v glukozno molekulo. Med najpogostejše molekule, ki se jih v procesu glukoneogeneze pretvarja v glukozo, spadajo piruvat, laktat, glicerol, alanin in glutamin. Do glukoneogeneze pride, kadar telo potrebuje glukozo. Glukoneogeneza se odvija predvsem v jetrih, opravljajo pa jo tudi celice ledvic. Jetra so tisti organ, ki omogoča razgradnjo različnih neogljikohidratnih molekul, nakar te razpošilja po drugih organih in tkivih ali jih uporabi v glukoneogenezi. Presnovno pot nadzirajo številne različne molekule (glukagon, ACTH in ATP spodbujajo potek glukoneogeneze, medtem ko jo adenozin monofosfat, adenozin difosfat in inzulin zavirajo).

### Glikogenoliza
Glikogenoliza je proces, pri katerem pride do razpada glikogena. Presnovna pot se odvija v jetrih, mišicah in ledvicah, ki telesu omogočajo pridobivanje glukoze po potrebi. Ena glukozna molekula se odcepi od razvejane makromolekule glikogena ter se nato pretvori v glukozo-1-fosfat, ki jo je mogoče spremeniti v glukozo-6-fosfat, intermediat glikolitične poti (glikolize). Kadar glukozna molekula izvira iz založnega glikogena, je v procesu glikolize potrebno vložiti le eno ATP. Po potrebi se lahko glukoza-6-fosfat znova pretvori v glukozo (v jetrih in ledvicah) in sprosti v obtočila, kjer dvigne raven krvnega sladkorja.
Glukagon, ki se sprošča ob hipoglikemiji (stanju zmanjšane ravni krvnega sladkorja), vzpodbuja potek glikogenolize. Glikogen iz jeter služi kot sprotni vir glukoze med posamičnimi obroki (uporablja se predvsem za vzdrževanje centralnega živčnega sistema). Med intenzivno vadbo glikogenolizo spodbuja tudi adrenalin v skeletnih mišicah.

### Glikogeneza
Glikogeneza je proces, pri katerem se s povezovanjem mnogih glukoznih molekul sintetizira glikogen. Ta je močno razvejana molekula, ki se pojavlja v jetrih, skeletnih mišicah in ledvicah. Razvejanost veča topnost makromolekule in encimom daje več vezavnih mest za odcepljanje glukoze. Kot druge anabolne presnovne poti tudi glikogeneza porablja energijo.

### Fosfoglukonatna pot
Fosfoglukonatna pot ali pentozafosfatna pot je alternativni način za oksidacijo glukoze. Odvija se v jetrih, maščobnem (adipoznem) tkivu, skorji nadlevičnice, modih, mlečnih žlezah, fagocitih in rdečih krvničkah. V procesu med reduciranjem NADP v NADPH nastajajo produkti, ki se uporabljajo v drugih celičnih procesih. Presnovna pot se regulira s spremembami aktivnosti encima glukoza-6-fosfat-dehidrogenaza.

### Presnova fruktoze
Fruktoza mora preiti nekaj dodatnih korakov, da lahko vstopi v glikolitično pot. Nekateri encimi določenih tkiv zmorejo fruktozi dodati fosfatno skupino. S to fosforilacijo nastane fruktoza-6-fosfat, intermediat glikolize, ki se lahko presnavlja dalje. Presnovna pot se odvija v mišicah, maščobnem tkivu in ledvicah. V jetrih encim proizvaja fruktozo-1-fosfat, ki vstopa v glikolitično pot in se kasneje cepi na gliceraldehid ter dihidroksiacetonfosfat.

### Presnova galaktoze
Laktoza ali mlečni sladkor sestoji iz ene molekule glukoze in ene molekule galaktoze. Po cepitvi laktozne molekule se galaktoza transportira do jeter, kjer se pretvori v glukozo. Galaktokinaza porabi eno ATP, da fosforilira galaktozo. Takšna galaktoza se nato pretvori v glukozo-1-fosfat in zatem v glukozo-6-fosfat, ki se vključi v glikolitične reakcije.